# Sony Pictures Motion Picture Group
Sony Pictures Entertainment Motion Picture Group (широко відома як Sony Pictures Motion Picture Group, раніше відома як Columbia TriStar Motion Picture Group до 2013 року та скорочено як SMPG) є підрозділом Sony Pictures Entertainment для управління її операціями з кіно. Він був заснований у 1998 році шляхом об’єднання компаній Columbia Pictures Industries, Inc. і TriStar Pictures, Inc.

## Історія
Sony Pictures Motion Picture Group була заснована в 1998 році як Columbia TriStar Motion Picture Group, як поточний підрозділ Sony Pictures Entertainment, що належить Sony. До його складу входять багато нинішніх підрозділів кінокомпанії Sony Pictures. На той час її підрозділами були Columbia Pictures, TriStar Pictures, Triumph Films, Sony Pictures Classics і Sony Pictures Releasing.
8 грудня 1998 року SPE відродила свій колишній анімаційний і телевізійний підрозділ Screen Gems як кінопідрозділ Columbia TriStar Motion Picture Group Sony Pictures Entertainment, який протягом десятиліть з моменту заснування служив різним цілям для своїх материнських компаній.
У 2002 році Columbia TriStar Television було перейменовано на Sony Pictures Television. Останніми трьома компаніями з брендом "Columbia TriStar" у назві були Columbia TriStar Home Entertainment, Columbia TriStar Motion Picture Group і Columbia TriStar Marketing Group. Columbia TriStar Home Entertainment і Columbia TriStar Film Distributors стали Sony Pictures Home Entertainment і Sony Pictures Releasing International у 2004 і 2005 роках, а Columbia TriStar Motion Picture Group стала передостанньою дочірньою компанією Sony Pictures Entertainment, яка використовує торгову марку «Columbia TriStar» у своїй назві.
У 2013 році було засновано TriStar Productions як спільне підприємство Sony Pictures Entertainment і колишнього голови 20th Century Fox Томаса Ротмана.
У жовтні 2013 року Sony Pictures перейменувала свою кіногрупу на «Sony Pictures Motion Picture Group». Sony Pictures Animation і Sony Pictures Imageworks були переведені з Sony Pictures Digital до її кіногрупи.
2 червня 2016 року Даг Белград оголосив про те, що збирається залишити посаду президента SMPPG і перейде на роль продюсера в студії. Белград був призначений президентом SMPPG ще в 2014 році.
15 липня 2019 року колишній президент Fox 2000 Pictures Елізабет Ґаблер і весь персонал Fox 2000 приєдналися до Sony Pictures Entertainment і створили 3000 Pictures разом із кіногрупою. HarperCollins фінансуватиме половину накладних витрат та розвитку підрозділу. 3000 Pictures також займатиметься проектами для телебачення та потокового передавання. 

## Sony Pictures Releasing
Sony Pictures Releasing — американський дистриб'ютор фільмів, що належить Sony. Заснована в 1994 році як спадкоємець Triumph Releasing Corporation, компанія займається театральним розповсюдженням, маркетингом і просуванням фільмів, створених і випущених Sony Pictures Entertainment, включаючи Columbia Pictures, TriStar Pictures (а також TriStar Productions), Screen Gems, Sony Pictures Classics, Sony Pictures Animation, Crunchyroll, Stage 6 Films, Affirm Films, Destination Films і Triumph Films. Він є членом Sony Pictures Motion Picture Group. Також має міжнародний підрозділ під назвою Sony Pictures Releasing International, який з 1991 по 2005 рік був відомий як Columbia TriStar Film Distributors International.
З 1971 до кінця 1987 року міжнародні операції з кінопрокату Columbia здійснювалися спільним підприємством з Warner Bros. під назвою Columbia-Warner, і в деяких країнах це спільне підприємство також розповсюджувало фільми інших компаній, як-от EMI Films і Cannon Films у Великобританії. під назвами Columbia-EMI-Warner, а пізніше Columbia-Cannon-Warner. Британське підприємство було розпущено в 1988 році.
6 лютого 2014 року Columbia TriStar Warner Filmes de Portugal Ltda., спільне підприємство з Warner Bros., яке розповсюджувало фільми обох компаній у Португалії, оголосило, що вони закриють свої офіси 31 березня. Відтоді фільми Sony Pictures розповсюджуються в Португалії компанією Big Picture Films, тоді як NOS Audiovisuais взяла на себе обов’язки щодо розповсюдження фільмів Warner Bros. у країні.
З червня 2014 року по лютий 2020 року філіппінський підрозділ Sony Pictures під назвою Columbia Pictures Philippines розповсюджував фільми студій-партнерів United International Pictures, Paramount Pictures і Universal Pictures (включаючи фільми Metro-Goldwyn-Mayer), після того, як UIP припинив свою діяльність. дев'ятирічна угода про розповсюдження з місцевим дистриб'ютором студії Solar Entertainment Corporation та їх дочірньою компанією Solar Films. Філіппінська дистрибуція фільмів Universal тривала до січня 2020 року; коли розповсюдження повернулося Warner Bros. (Колишній місцевий дистриб’ютор UIP з 1990-х до 2000 року) у жовтні 2021 року, тоді як більшість назв Focus Features натомість випущено через нову компанію з онлайн-розповсюдження UPSTREAM. Пізніше у жовтні 2021 року Paramount продовжила свої угоди про дистрибуцію із Sony.

## Найкасовіші фільми
| Rank | Title                             | Year | Domestic gross | Studio label(s) |
| ---- | --------------------------------- | ---- | -------------- | --------------- |
| 1    | Spider-Man: No Way Home           | 2021 | $814,108,407   | Columbia/Marvel |
| 2    | Spider-Man                        | 2002 | $407,022,860   | Columbia        |
| 3    | Jumanji: Welcome to the Jungle    | 2017 | $404,540,171   | Columbia        |
| 4    | Spider-Man: Far From Home         | 2019 | $390,532,085   | Columbia/Marvel |
| 5    | Spider-Man 2                      | 2004 | $373,585,825   | Columbia        |
| 6    | Spider-Man 3                      | 2007 | $336,530,303   | Columbia        |
| 7    | Spider-Man: Homecoming            | 2017 | $334,201,140   | Columbia/Marvel |
| 8    | Jumanji: The Next Level           | 2019 | $320,314,960   | Columbia        |
| 9    | Skyfall                           | 2012 | $304,360,277   | Columbia/MGM    |
| 10   | The Amazing Spider-Man            | 2012 | $262,030,663   | Columbia        |
| 11   | Men in Black                      | 1997 | $250,690,539   | Columbia        |
| 12   | Ghostbusters                      | 1984 | $229,242,989   | Columbia        |
| 13   | Hancock                           | 2008 | $227,946,274   | Columbia        |
| 14   | The Da Vinci Code                 | 2006 | $217,536,138   | Columbia        |
| 15   | Venom: Let There Be Carnage       | 2021 | $213,550,366   | Columbia        |
| 16   | Venom                             | 2018 | $213,515,506   | Columbia        |
| 17   | Terminator 2: Judgment Day        | 1991 | $204,843,345   | TriStar/Carolco |
| 18   | Bad Boys for Life                 | 2020 | $204,292,401   | Columbia        |
| 19   | The Amazing Spider-Man 2          | 2014 | $202,853,933   | Columbia        |
| 20   | Spectre                           | 2015 | $200,074,609   | Columbia/MGM    |
| 21   | 22 Jump Street                    | 2014 | $191,719,337   | Columbia        |
| 22   | Men in Black II                   | 2002 | $190,418,803   | Columbia        |
| 23   | Spider-Man: Into The Spider-Verse | 2018 | $190,241,310   | Columbia        |
| 24   | Hitch                             | 2005 | $179,495,555   | Columbia        |
| 25   | Men in Black 3                    | 2012 | $179,020,854   | Columbia        |